# Юшково (Великоустюгский район)
Юшково — деревня в Великоустюгском округе Вологодской области.

## География
Находится в северо-восточной части области, в подзоне средней тайги, на берегу реки Варжа.
Расстояние по автодороге до районного центра Великого Устюга — 59,5 км, до Усть-Алексеево — 7,5 км. Ближайшие населённые пункты — Пожарово, Биричево, Селиваново, Антоново.

### Климат
Климат характеризуется как умеренно континентальный, с продолжительной холодной многоснежной зимой и относительно коротким умеренно тёплым влажным летом. Среднегодовая температура воздуха — +1,8 °C. Средняя температура воздуха самого холодного месяца (января) — −13,1 °C, средняя температура самого тёплого (июля) — +17 °C. Безморозный период длится 100—110 дней. Среднегодовое количество атмосферных осадков составляет 450—500 мм, из которых около 330—350 мм выпадает в вегетационный период. Снежный покров держится в течение 160—165 дней. В течение года господствуют ветры юго-западного направления.

## История
Входила до 1 июня 2022 года в состав Усть-Алексеевского сельского поселения, с точки зрения административно-территориального деления — в Усть-Алексеевский сельсовет.

## Население
| 2010 |
| ---- |
| 0    |

По переписи 2002 года население — 4 человека.

## Известные уроженцы, жители
В деревне родился генерал-майор, трижды Краснознамёнец Николай Плюснин.